# Rasmus Højlund
Rasmus Winther Højlund (Copenhague, 4 de fevereiro de 2003), é um futebolista dinamarquês que atua como centroavante. Atualmente joga pelo Manchester United e pela Seleção Dinamarquesa.

## Carreira

### Copenhague

#### 2020–21
Højlund nasceu em Copenhague e cresceu em Hørsholm. Jogou na formação de diversos clubes dinamarqueses, até se juntar, em 2017, à academia do clube da sua cidade natal, o sub-15 do FC Copenhague, onde fez a sua estreia profissional em 2020.

#### 2021–22
Na temporada 2021–22, Rasmus fez a sua estreia em competições europeias, marcando 5 gols na Liga Conferência – 3 na qualificação e 2 no torneio propriamente dito.
Rasmus deixou a equipe após 32 partidas, sendo apenas três delas estando entre os titulares. Futuramente, o atacante afirmou que tinha crença de que "eles não o haviam dado uma chance real". O jogador deixou a equipe na mesma temporada que o time se sagrou campeão da Liga Dinamarquesa.
Aos 18 anos, o atleta deixou o time de seu país rumando um clube onde teria mais oportunidades de estar em campo e em uma Liga que exigia um nível maior de competitividade. Rasmus saiu da equipe com 31 jogos e 5 gols feitos.
| “                                                                                      | Rasmus esteve bem e trabalhou arduamente pela sua oportunidade aqui em Copenhaga, e estamos orgulhosos de o enviar numa nova aventura. [...] Ele está pronto para isso. [...] Achamos que é um bom negócio para todas as partes, já que Rasmus tem a oportunidade de jogar muito em alto nível no Sturm Graz, enquanto provavelmente haveria uma espera mais longa entre as partidas para ele no FCK. [...] Estamos ansiosos por acompanhar o seu desenvolvimento e nunca deve ser descartado que os nossos caminhos se cruzarão novamente mais tarde. | ” |
| — Peter Christiansen, diretor esportivo do clube dinamarquês, sobre a saída de Rasmus. | |   |

### Sturm Graz
Em janeiro de 2022, Højlund transferiu-se para o Sturm Graz, da Bundesliga Austríaca, por 1,8 milhões de euros.
Rasmus marcou 6 gols em 13 jogos em todas as competições na restante época 2021–22. Em sua passagem pelo clube austríaco, Højlund recebeu o apelido de Höllenhund (cão infernal), pois em sua estreia marcou um doblete.

#### 2022–23
No início da temporada 2022–23, marcou 6 gols em 8 partidas, antes der contratado pela Atalanta. O atacante terminou sua passagem pela equipe meses antes do Sturm Graz conquistar o título da Copa da Áustria de Futebol daquela temporada.
Sua passagem pela Áustria findou-se com 12 gols em 21 partidas.

### Atalanta
A 27 de agosto de 2022, Højlund assinou pela Atalanta, clube da Serie A, com o clube italiano a pagar cerca de 17 milhões de euros ao Sturm Graz pelo jovem. A 5 de setembro, Rasmus marcou o seu primeiro golo pelo clube, numa vitória por 2–0 no terreno do Monza.
Højlund começou a temporada como suplente, mas aproveitou o mau momento de forma e lesões do habitual titular Duván Zapata para assegurar um lugar no 11 inicial. Em janeiro de 2023, Rasmus teve uma série de desempenhos notáveis, marcando 4 gols em 4 jogos consecutivos.
Com 10 gols em 34 partidas, o atacante chamou a atenção por sua velocidade e capacidade de finalização. Seu desempenho notável criou comparações com o craque norueguês Erling Haaland, que na época debutava pelo Manchester City. Sobre a alcunha de "novo Haaland", o jogador buscou evitar tais comparações:
| “                                         | Não quero ser comparado a ele. Haaland é incrível, provavelmente o melhor atacante do mundo hoje. Vamos manter isso baixo por agora, mas espero melhorar, e aí podemos ver do que sou capaz. | ” |
| — Rasmus, sobre ser comprado com Haaland. | |   |

### Manchester United

#### 2023–24
Foi contratado pelo Manchester United por um valor 75 milhões de libras fixo e 10 milhões em bônus. O dinamarquês assumiu a camisa 11 do time vermelho.
Pela equipe vermelha de Manchester, Rasmus buscava encontrar a titularidade logo após recuperar-se de uma lesão que o impediu de iniciar a temporada com os demais companheiros. Assim que pôde estar em campo, o dinamarquês desempenhou um bom futebol durante a Liga dos Campeões, onde marcou 5 gols na fase de grupos. A equipe conquistou apenas 4 pontos e deixou a competição em último colocado no Grupo A.
Pelo seu desempenho nas suas equipes passadas, passou a ser comparado com Haaland, graças aos seus estilos de jogos serem parecidos. Højlund encontrou Haaland pela primeira vez no Derby de Manchester válido pela 10ª rodada da Premier League. Rasmus cometeu um pênalti em Rodri, e viu seu rival marcar os dois gols na partida que terminaria 3–0 pro Manchester City. No Boxing Day de 2023, pela 19ª rodada da Liga, diante do Aston Villa, Højlund marcou seu primeiro gol na competição, na vitória do United por 3–2.
| “                                                        | Já faz um tempo. Estou feliz. Sou o homem mais feliz do mundo. Você pode ver pelas comemorações. Como Garna diz, acreditamos até o fim, e mostramos muito caráter novamente hoje. Como o técnico disse, marquei alguns gols na Liga dos Campeões, é claro, mas já faz um tempo na Premier League. Estou feliz por ter marcado o primeiro e espero poder construir a partir disso e continuar. Estou feliz pelos atacantes também hoje - mostramos muito caráter e mostramos muita confiança também. | ” |
| — Rasmus após marcar seu primeiro gol na Premier League. | |   |

Após a partida contra o Aston Villa, Rasmus chegou a aplicar uma sequência de seis jogos balançando as redes, se tornando assim o jogador mais jovem a anotar gols em seis rodadas seguidas. Ele marcou seu segundo gol contra o Tottenham e terminou seu melhor momento marcando um doblete diante o Luton Town, na 25ª rodada.
Após, passou por uma lesão que o tirou de três jogos. Ao voltar, anotou apenas mais três gols em dez jogos, sendo os dois últimos em rodadas sequenciais, e terminou o seu debut na Premier League com 10 gols em 30 partidas.
Apesar da campanha do United ter sido ruim na Liga, já que terminaram na oitava colocação, Rasmus esteve na campanha vitoriosa do time na FA Cup. O dinamarquês balançou as redes na segunda partida diante o Newport County e sacramentou a classificação do Manchester à final após acertar a última cobrança de pênaltis contra o Conventry City. Contra o Manchester City, no jogo final, o atacante entrou apenas no segundo tempo e comemorou o troféu após derrotarem o time de Pep Guardiola por 2 a 1.
Højlund concluiu sua primeira época com 16 gols em 43 partidas.

#### 2024–25
Após retornar da Eurocopa de 2024, Rasmus participou da pré-temporada com o Manchester United em agosto daquele mesmo ano com uma numeração nova no uniforme. Após abdicar da camisa 11, o clube decidiu dar-lhe o número 9.
Quando enfrentava o Arsenal na excursão inglesa nos Estados Unidos, o dinamarquês sofreu um problema no tendão da coxa e teve de fazer uma recuperação que duraria até seis semanas. Desse modo, o atacante seria uma ausência na Supercopa da Inglaterra, bem como perderia alguns dos primeiros jogos da Premier League.
Ao longo da época, Højlund teve de conviver com momentos de grande instabilidade da equipe. Os resultados negativos, somado a sua baixa produtividade no ataque inglês, levou o clube a demitir o treinador que o contratara e buscar ativamente um novo centroavante ao fim da temporada.
Rasmus fizera 10 gols em 52 partidas, sendo quatro tentos em 32 partidas de Premier League, e outros seis nos 15 jogos que disputou na Liga Europa. Nesta competição, tivera momentos de destaque como os dois dobletes consecutivos diante o FK Bodø/Glimt e o FC Viktoria Plzeň na Fase de Liga. A equipe rumou até a final, mas lá foram derrotados ao Tottenham Hotspur por 1–0.
Como não havia atingido um nível alto de prestígio dentro da equipe ao decorrer da época, sua posição virou alvo de outros nomes para temporada seguinte. Após algumas negociações sem sucesso, e outras sondagens malsucedidas de times italianos, Højlund foi cogitado a ser uma moeda de troca na negociação de outros jogadores para posição de atacante.

## Seleção Dinamarquesa
A 22 setembro de 2022, Højlund fez a sua estreia internacional pela Dinamarca, substituindo Thomas Delaney aos 60 minutos de uma derrota por 2–1 frente à Croácia, na Liga das Nações. Três dias depois, voltou a jogar na competição, entrando aos 60 minutos para o lugar de Kasper Dolberg, numa vitória por 2–0 sobre a França.
A 23 de março de 2023, Højlund foi pela primeira vez titular pela Dinamarca, marcando também os seus primeiros gols internacionais, ao completar um hat-trick numa vitória por 3–1 sobre a Finlândia, numa partida de qualificação para o Euro 2024.

### Euro 2024
Rasmus estreou na Euro 2024 no dia 16 de junho, quando a Dinamarca conseguiu seu primeiro, de três, empates no Grupo C da competição. O atacante não marcou nenhum gol e a Seleção conseguiu vaga às oitavas de final sem vencer, ou perder, nenhuma partida. Porém, a Seleção anfitriã garantiu sua vaga nas quartas após um placar de 2 a 0; e fez Højlund deixar a Alemanha sem o troféu.
| “                                                     | Para ser honesto, eu realmente não sabia o que esperar da minha primeira Euro. Apoiar a Dinamarca durante um torneio sempre foi um dos destaques como dinamarquês, jogar pela Dinamarca foi indescritível. Eu estava tão ansioso, e queria tanto deixar nosso país orgulhoso. Mandei uma mensagem para um dos meus amigos dizendo que me sentia um pouco culpado. É uma mistura sentimental estranha, porque também há orgulho. Obviamente, queríamos levar a taça para casa, mas é o que sempre me trará: orgulho. Tanto como jogador de futebol quanto como dinamarquês: somos vermelhos, somos brancos, estamos juntos, lado a lado. | ” |
| — Rasmus após a eliminação da Dinamarca na Euro 2024. | |   |

## Vida Pessoal
Højlund é filho de um ex-jogador dinamarquês com uma atleta velocista. O jovem iniciou sua carreira na natação, mas optou por seguir os passos do pai e se tornar jogador de futebol, bem como seus 2 irmãos mais novos. O pai de Rasmus o incentivou a ter a mentalidade do craque português Cristiano Ronaldo, o jogador então tornou-se fã do Manchester United e do atacante.
Rasmus tem 2 irmãos mais novos. Os gêmeos Emil e Oscar. O atacante do United encontrou Oscar na 3ª rodada da Fase de Grupos da Liga dos Campeões da UEFA de 2023–24, quando os ingleses derrotaram o FC Copenhaga, ex-time de Rasmus, por 1–0. Na época, os gêmeos atuavam pela mesma equipe. Porém, apenas Oscar foi relacionado para as duas partidas da equipe nos dois jogos da Fase de Grupos contra o United.

## Estatísticas
Atualizado até 25 de maio de 2024.

### Clubes
| Equipe            | Temporada         | Campeonato nacional | Campeonato nacional | Copa nacional | Copa nacional | Competições continentais | Competições continentais | Total | Total |
| Equipe            | Temporada         | Jogos               | Gols                | Jogos         | Gols          | Jogos                    | Gols                     | Jogos | Gols  |
| ----------------- | ----------------- | ------------------- | ------------------- | ------------- | ------------- | ------------------------ | ------------------------ | ----- | ----- |
| København         | 2020–21           | 4                   | 0                   | 1             | 0             | —                        | —                        | 5     | 0     |
| København         | 2021–22           | 15                  | 0                   | 1             | 0             | 11                       | 5                        | 27    | 5     |
| København         | Total             | 19                  | 0                   | 2             | 0             | 11                       | 5                        | 32    | 5     |
| Sturm Graz        | 2021–22           | 13                  | 6                   | —             | —             | —                        | —                        | 13    | 6     |
| Sturm Graz        | 2022–23           | 5                   | 3                   | 1             | 2             | 2                        | 1                        | 8     | 6     |
| Sturm Graz        | Total             | 18                  | 9                   | 1             | 2             | 2                        | 1                        | 21    | 12    |
| Atalanta          | 2022–23           | 32                  | 9                   | 2             | 1             | —                        | —                        | 34    | 10    |
| Atalanta          | Total             | 32                  | 9                   | 2             | 1             | —                        | —                        | 34    | 10    |
| Manchester United | 2023–24           | 30                  | 10                  | 7             | 1             | 6                        | 5                        | 43    | 16    |
| Manchester United | 2024–25           | 12                  | 2                   | 2             | 0             | 6                        | 5                        | 20    | 7     |
| Manchester United | Total             | 42                  | 12                  | 9             | 1             | 12                       | 10                       | 61    | 23    |
| Total na carreira | Total na carreira | 111                 | 30                  | 14            | 4             | 25                       | 16                       | 150   | 50    |

### Seleção Dinamarquesa
| Ano   | Jogos | Gols |
| ----- | ----- | ---- |
| 2022  | 2     | 0    |
| 2023  | 8     | 7    |
| 2024  | 8     | 6    |
| Total | 18    | 7    |

Expanda a caixa de informações para conferir todos os jogos deste jogador, pela sua seleção nacional.
Principal
|    | Data                   | Local                      | Resultado | Adversário       | Gol(s) | Competição              |
| -- | ---------------------- | -------------------------- | --------- | ---------------- | ------ | ----------------------- |
| 1. | 22 de setembro de 2022 | Estádio Maksimir, Zagreb   | 1–2       | Croácia          | 0      | Liga das Nações 2022–23 |
| 2. | 25 de setembro de 2022 | Estádio Parken, Copenhague | 2–0       | França           | 0      | Liga das Nações 2022–23 |
| 3. | 23 de março de 2023    | Estádio Parken, Copenhague | 3–1       | Finlândia        | 3      | Elim. Eurocopa 2024     |
| 4. | 26 de março de 2023    | Astana Arena, Astana       | 2–3       | Cazaquistão      | 1      | Elim. Eurocopa 2024     |
| 5. | 16 de junho de 2023    | Estádio Parken, Copenhague | 1–0       | Irlanda do Norte | 0      | Elim. Eurocopa 2024     |
| 6. | 19 de junho de 2023    | Estádio Stožice, Liubliana | 1–1       | Eslovênia        | 1      | Elim. Eurocopa 2024     |

## Títulos

#### Copenhague
- Superligaen: 2021–22[7]

#### Sturm Graz
- Copa da Áustria: 2022–23[11]

#### Manchester United
- Copa da Inglaterra: 2023–24

### Títulos Individuais
- Jogador do Mês da Premier League: Fevereiro de 2024[55]Referências

1. ↑  Mortensen, Leo (24 de março de 2023). «Højlund-hattrick gør hjembyen høj: "Han er den nye Haaland"». TV 2 Kosmopol (em dinamarquês). Consultado em 15 de junho de 2023. Cópia arquivada em 25 de março de 2023
2. ↑  Bonsanti, Bruno (23 de março de 2023). «Hojlund marcou pela primeira vez com a camisa da Dinamarca - e foram logo três de uma vez». Trivela. Consultado em 5 de novembro de 2023
3. 1 2  «Rasmus Højlund sold to Sturm Graz». F.C. København (em inglês). 20 de março de 2024. Consultado em 18 de março de 2024
4. 1 2 3 4 5 6 7 8  «'Novo Haaland' que custou R$ 452 milhões tem menos gols que Casemiro no United». ESPN.com. 14 de outubro de 2023. Consultado em 5 de novembro de 2023
5. 1 2 3  «WELCOME, HØJLUND!». Atalanta. 27 de agosto de 2022. Consultado em 29 de agosto de 2022
6. ↑  «Campeonato Dinamarquês: Estatísticas gerais, 2021-22 - ESPN (BR)». ESPN (em inglês). Consultado em 5 de novembro de 2023
7. 1 2  «FC Copenhagen win 14th Danish league title». www.dailytimes.com.pk. Consultado em 22 de maio de 2022
8. 1 2  Campanale, Susy (27 de agosto de 2022). «Official: Atalanta break bank for 'new Haaland' Hojlund». Football Italia. Consultado em 5 de setembro de 2022
9. ↑  «Rasmus Höjlund: Der "Höllenhund" wechselt für 17 Millionen nach Atalanta». MeinBezirk.at (em alemão). 27 de agosto de 2022. Consultado em 5 de novembro de 2023
10. ↑  Enzinger, Burghard (31 de janeiro de 2023). «„Höllenhund" macht Werbung für Sturm». Kronen Zeitung (em alemão). Consultado em 5 de novembro de 2023
11. 1 2  «Sturm Graz holt den Titel im UNIQA ÖFB Cup». oefb.at (em alemão). Consultado em 5 de novembro de 2023
12. 1 2 3  «Conheça Rasmus Hojlund, o 'novo Haaland' contratado pelo Manchester United por R$ 440 mi». R7.com. 4 de agosto de 2023. Consultado em 5 de novembro de 2023
13. ↑  Bettoni, Lorenzo (5 de setembro de 2022). «Monza 0–2 Atalanta, Gasp new Serie A leader». Football Italia. Consultado em 5 de setembro de 2022
14. ↑  Macedo, Aurélien (22 de janeiro de 2023). «Atalanta : Rasmus Højlund, la nouvelle pépite danoise qui a fait oublier Duván Zapata». Foot Mercato : Info Transferts Football (em francês). Consultado em 15 de junho de 2023. Cópia arquivada em 15 de junho de 2023
15. ↑  «Lookman crowned January's POTM!». Atalanta. 9 de fevereiro de 2023. Consultado em 15 de junho de 2023. Cópia arquivada em 17 de fevereiro de 2023
16. ↑  Dia, O. (25 de outubro de 2023). «Centroavante do Manchester United evita comparações com Haaland: 'Melhor atacante do mundo' | Esporte». O Dia. Consultado em 5 de novembro de 2023
17. 1 2  Walker, Ryan (24 de julho de 2024). «Rasmus Hojlund becomes Man United's new No 9». Mail Online. Consultado em 19 de agosto de 2024
18. ↑  «Ídolos do United revelam sentir 'pena' por joia de R$ 448 milhões após atropelo do City em clássico». ESPN.com. 29 de outubro de 2023. Consultado em 5 de novembro de 2023
19. ↑  «Bayern vence Manchester United (4-3) em casa na estreia na Champions». UOL. 20 de setembro de 2023. Consultado em 5 de novembro de 2023
20. ↑  «Casemiro é expulso em Manchester United x Galatasaray na Champions; veja». TNT Sports. 3 de outubro de 2023. Consultado em 5 de novembro de 2023
21. ↑  «Manchester United perde de virada (4-3) em visita ao Copenhagen e é lanterna na Champions». UOL. 8 de novembro de 2023. Consultado em 12 de novembro de 2023
22. ↑  «Manchester United perde para Bayern de Munique e se despede da Champions League sem a vaga na Liga Europa». www.lance.com.br. Consultado em 17 de dezembro de 2023
23. ↑  «AVASSALADOR, City passa fácil pelo United em pleno Old Trafford». OneFootball. 9 de novembro de 2023. Consultado em 10 de novembro de 2023
24. ↑  «Manchester United consegue virada incrível, bate o Aston Villa e volta a vencer na Premier League». ESPN. 26 de dezembro de 2023
25. ↑  «Alejandro Garnacho tells Rasmus Hojlund he loves him after Man United 3-2 Aston Villa». OneFootball. 29 de outubro de 2024. Consultado em 30 de outubro de 2024
26. ↑  «Hojlund, do Manchester United, estabelece novo recorde histórico na Premier League»
27. ↑  «Foi um show de golaços, mas faltou um vencedor para Manchester United e Tottenham». Trivela. 14 de janeiro de 2024
28. ↑  «Por que cantor Harry Styles foi assistir a Luton Town x Manchester United na arquibancada?». ESPN.com. 18 de fevereiro de 2024. Consultado em 25 de maio de 2024
29. ↑  «Manchester United perde artilheiro na temporada por até três semanas». ge. 24 de fevereiro de 2024. Consultado em 25 de maio de 2024
30. ↑  «Man Utd 4-2 Sheffield Utd (24 de abr, 2024) Placar Final - ESPN (BR)». ESPN. Consultado em 25 de maio de 2024
31. ↑  «Manchester United 3 x 2 Newcastle | Premier League: melhores momentos». ge. Consultado em 25 de maio de 2024
32. 1 2  «Man Utd end worst Premier League campaign with win». BBC Sport (em inglês). Consultado em 25 de maio de 2024
33. ↑  «Campeonato Inglês Estatísticas, 2023-24 - ESPN (BR)». ESPN. Consultado em 25 de maio de 2024
34. ↑  «Man Utd 4-2 Newport (28 de jan, 2024) Placar Final - ESPN (BR)». ESPN. Consultado em 25 de maio de 2024
35. ↑  «Man Utd 3-3 Coventry: Manchester United made to look like a Championship team, says Roy Keane». Sky Sports (em inglês). Consultado em 25 de maio de 2024
36. ↑  «United se vinga contra o City, é campeão da Copa da Inglaterra e carimba vaga para a Europa League». ESPN.com. 25 de maio de 2024. Consultado em 25 de maio de 2024
37. ↑  Shergold, Adam (24 de maio de 2024). «Rasmus Hojlund admits he felt 'CURSED' during 15-game United goal wait». Mail Online. Consultado em 25 de maio de 2024
38. 1 2  Brookes, Sam (30 de junho de 2024). «Rasmus Hojlund reacts to Denmark's heartbreaking Euro 2024 exit». Mail Online. Consultado em 1 de julho de 2024
39. ↑  «Joia e zagueiro de quase R$ 380 milhões sofrem lesões e serão desfalques no United em final contra o City». ESPN.com. 1 de agosto de 2024. Consultado em 4 de agosto de 2024
40. ↑  «Manchester United gastou mais de R$ 78 milhões para demitir treinador e comissão». ge. 28 de novembro de 2024. Consultado em 2 de agosto de 2025
41. 1 2  Whitwell, Laurie (31 de julho de 2025). «Where Manchester United's pursuit of Benjamin Sesko leaves Rasmus Hojlund». The New York Times (em inglês). ISSN 0362-4331. Consultado em 2 de agosto de 2025
42. ↑  UEFA.com. «The official website for European football». UEFA.com (em inglês). Consultado em 2 de agosto de 2025
43. ↑  «English Premier League Scoring Stats, 2024-25 Season». ESPN (em inglês). Consultado em 2 de agosto de 2025
44. ↑  UEFA.com. «The official website for European football». UEFA.com (em inglês). Consultado em 2 de agosto de 2025
45. ↑  Smith, Dom (31 de julho de 2025). «Hojlund fires warning to Sesko as Man Utd plot big transfer move». The Standard (em inglês). Consultado em 2 de agosto de 2025
46. ↑  «The 'new' Haaland is here». Mundo Deportivo. 24 de fevereiro de 2023
47. ↑  «Hojlund the hat-trick hero as Denmark beat Finland 3-1». Reuters. 23 de março de 2023
48. ↑  «Quem é Rasmus Hojlund, o "Erling Haaland" dinamarquês na mira do Manchester United? | Goal.com Brasil». www.goal.com. 20 de junho de 2023. Consultado em 5 de novembro de 2023
49. 1 2  «Højlund twins extend FCK contracts». F.C. København (em inglês). 5 de novembro de 2023. Consultado em 5 de novembro de 2023
50. ↑  «Manchester United 1-0 FC Copenhagen (24 de out, 2023) Placar Final - ESPN (BR)». ESPN (em inglês). Consultado em 5 de novembro de 2023
51. ↑  «Hojlund brilliantly gatecrashed his brother's interview after Man Utd 1-0 Copenhagen». OneFootball. 5 de novembro de 2023. Consultado em 5 de novembro de 2023
52. ↑  «FC Copenhagen 4-3 Manchester United (8 de nov, 2023) Placar Final - ESPN (BR)». ESPN (em inglês). Consultado em 3 de janeiro de 2024
53. ↑  «Perfil de Rasmus Højlund». em Soccerway
54. ↑  «Rasmus Højlund». EU-Football.info. Consultado em 1 de junho de 2023
55. ↑  «Hojlund makes history as EA SPORTS Player of the Month». www.premierleague.com (em inglês). Consultado em 10 de março de 2024